# Торжество (католицизм)
Торжество (лат. Solemnitas) — найвищий ранг церковного свята в західних літургійних обрядах Католицької церкви. Ранг торжества мають 17 свят.

## Історія
Слово «solemnitas» завжди використовувалося на Заході для позначення великого церковного свята, однак до середини XX століття не було строгим літургійним терміном. У 1969 році після Другого Ватиканського собору літургійна реформа замінила складну й багатоступеневу систему свят, що існувала в латинському обряді з кінця XVI століття, на систему, у якій усі дні літургійного року мають одну з 4 категорій:
- Будній день (feria). У цей день немає обов'язкового вшанування, у різних країнах шануються свої місцевошановані святі або літургія проходить взагалі без спогаду святих.
- Спомин (memoria). Пам'ять певного святого. Пам'ять може бути обов'язковою (memoria obligatoris) і необов'язковою, факультативною (memoria ad libitum). У другому випадку єпископська конференція країни або керівництво чернечого ордену має право замінити пам'ять святого з календаря на пам'ять свого місцевошанованого святого.
- Свято (festum). У дні свят богослужіння має святковий характер. До них належать більшість свят літургійного року, за винятком найважливіших.
- Торжество (solemnitas). Найзначиміші свята річного циклу.

## Особливості святкування
Святкування торжества має ряд відмінностей у порядку проведення богослужінь. На відміну від інших літургійних днів святкування торжества починається не з опівночі, а з повечір'я попереднього дня. Воно відкривається вечірнею, деякі торжества також мають подальшу месу навечір'я, що також правиться напередодні ввечері. Меса торжества містить у собі, як і будь-яка недільна меса, три біблійних читання, спів Gloria in excelsis Deo і читання Символу віри. Якщо торжество припадає на п'ятницю, то вона не є днем покаяння й посту. Два найголовніших торжества літургійного року, Різдво і Великдень, святкуються з октавою (Октава Різдва, Октава Великодня), тобто протягом восьми днів після дня свята. Головне свято Католицької церкви, Великдень, іменується «торжеством торжеств».
Кількість торжеств у загальному римському календарі становить 17. Крім того, конференції католицьких єпископів окремої країни або керівництво чернечого ордена мають право додатково надати статус торжества дню пам'яті особливо шанованого в країні святого або засновника ордена. Додатково статус торжества в кожному окремому храмі автоматично отримує річниця його освячення й престольне свято цієї церкви.

## Список торжеств загального календаря
| День                                          | Свято                            |
| --------------------------------------------- | -------------------------------- |
| 1 січня                                       | Торжество Пресвятої Богородиці   |
| 6 січня                                       | Богоявлення                      |
| 19 березня                                    | Торжество Йосипа Обручника       |
| 25 березня                                    | Благовіщення                     |
| Березень-Квітень                              | Великдень                        |
| 40-й день після Великодня                     | Вознесіння Господнє              |
| 50-й день після Великодня                     | П'ятидесятниця                   |
| Неділя після П'ятидесятниці                   | День Святої Трійці               |
| Четвер після Дня Святої Трійці                | Свято Тіла і Крові Христових     |
| П'ятниця на 8-й день після Свята Тіла й Крові | Свято Найсвятішого Серця Ісуса   |
| 24 червня                                     | Різдво Івана Предтечі            |
| 29 червня                                     | День апостолів Петра і Павла     |
| 15 серпня                                     | Внебовзяття Пресвятої Діви Марії |
| 1 листопада                                   | День усіх святих                 |
| Остання неділя перед Адвентом                 | Свято Христа Короля              |
| 8 грудня                                      | Непорочне зачаття Діви Марії     |
| 25 грудня                                     | Різдво Христове                  |